# 同石乡
同石乡，是中華人民共和國四川省鄰水縣曾经下辖的一个乡。

## 沿革[2][3][4]
- 道光十四年（1834年），全縣設36場，為石龍場。
- 道光年間，增設同心場。
- 民國四年(1915年)，因地方不靖，設5個保衛區，以維持治安。全縣共49鄉，石龍鄉、同心鄉屬第二保衛區。
- 民國六年(1917年)，5個保衛區劃為6個區，石龍鄉、同心鄉屬何區不詳。
- 民國二十四年(1935年)7月1日，將6個區合併為3個區，49個鄉鎮合併為43個鄉鎮，同心鄉併入石龍鄉，屬第二區署。
- 民國二十九年(1940年)，實行新縣制，改3個區為4個區，將43個聯保辦公處合併為22個鄉鎮公所。石龍鄉、三教鄉、古家鄉、王家鎮合併為四興鎮。
- 民國三十一年(1942年)1月6日，按《鄉鎮組織法暫行條例》規定，全縣劃為6個區，35個鄉鎮公所，四興鎮分置王家鄉、三古鄉、同石鄉。
- 1949年12月，石永區人民政府仍建立了同石鄉公所。1950年2月，石永區人民政府撤銷，同石鄉公所歸興仁區人民政府領導。1953年4月24日．同石鄉公所改稱同石鄉人民政府。1956年1月16日，同石鄉人民政府改稱同石鄉人民委員會。1958年9月22日，同石鄉人委改稱同石人民公社。1966年5月「文革」開始後，同石人民公社工作受到干擾。1967年3月，由公社武裝幹部和群眾代表主持成立了同石人民公社生產辦公室，負責公社日常工作。1968年12月13日，經縣人武部黨委批准．同石人民公社革命委員會成立。1976年10月粉碎「四人幫」後，同石人民公社的行政組織機構仍然是革命委員會。1981年3月，縣委決定撤銷同石人民公社革委會，建立同石人民公社管理委員會，管委會設正、副主任。1984年1月，根據中共中央體制改革要求，縣委又決定撤銷同石人民公社管委會，建立同石鄉人民政府。
- 2019年12月，撤销同石乡，将所属行政区域划归石永镇管辖。[5]

## 行政区划
同石乡撤销前下辖以下地区：
石岩村、獅頭村、天台村、紅井村、合水村。